# Azurit Rohr

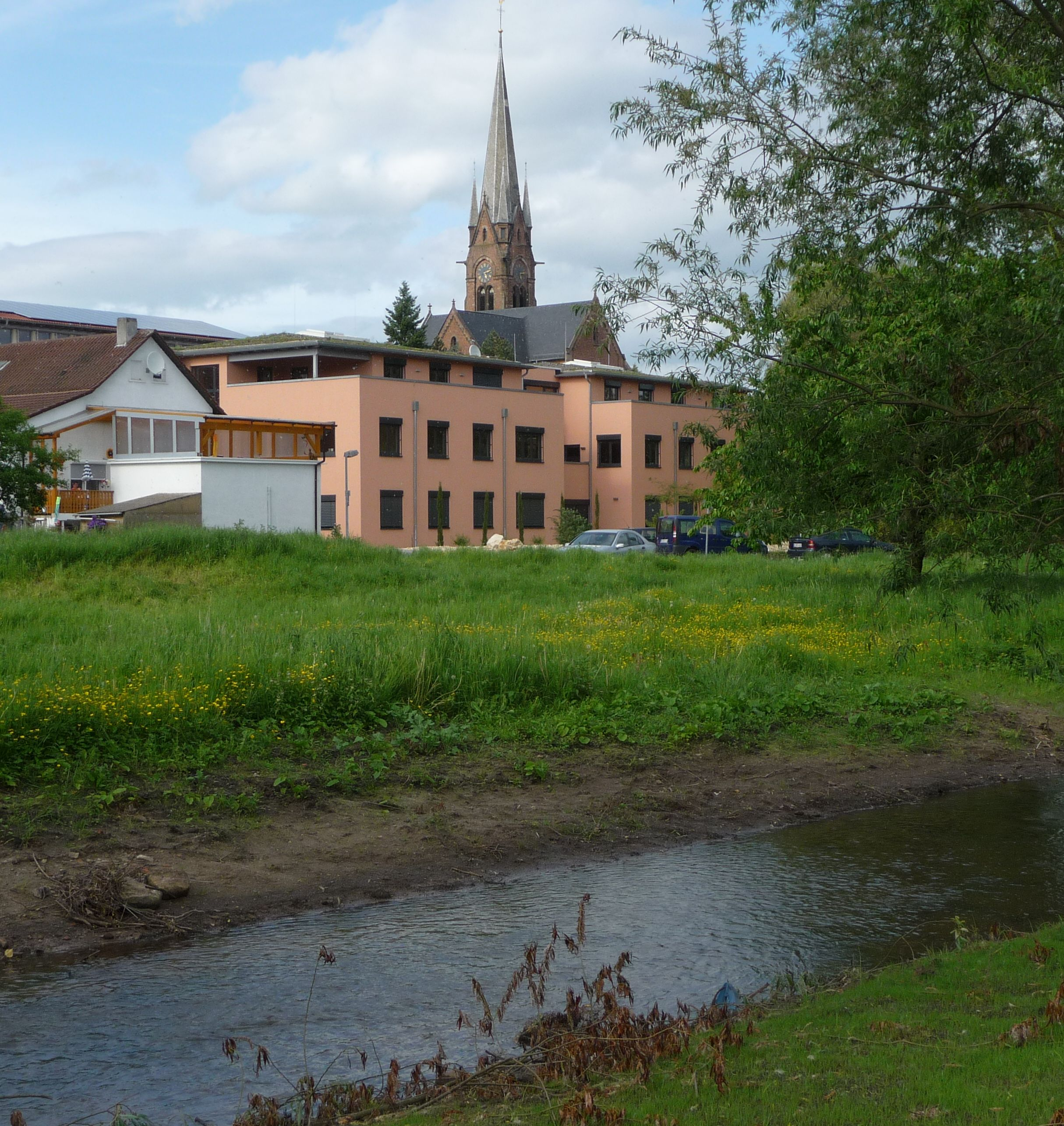
Unternehmenssitz in Eisenberg

Die Azurit Rohr GmbH Natürlich Leben im Alter (Eigenschreibweise: AZURIT) mit Sitz in Eisenberg (Pfalz) ist eine bundesweit agierende Betreibergesellschaft von Senioren- und Pflegeeinrichtungen. Zur Gruppe gehören stationäre Pflegeeinrichtungen, ambulante Dienste und betreutes Wohnen („Wohnen mit Service“).

## Geschichte
Gegründet wurde das Unternehmen 1997 von Steffen Krakhardt, Dieter Schöneich und Daniela Walt. Zum Zeitpunkt der Gründung war die Betreibergesellschaft für nur ein Seniorenzentrum im niederbayerischen Rohr (Azurit-Seniorenzentrum Haus ASAM) verantwortlich. Im Jahr 2007, zehn Jahre nach Gründung betreibt die Azurit Rohr GmbH mehr als 80 Einrichtungen und das Unternehmen wächst um ein bis zwei Einrichtungen pro Jahr.
2011 übernahmen die Gesellschafter der Azurit Rohr GmbH die 17 Einrichtungen und 1600 Mitarbeiter der insolventen Hansa Betreibergesellschaft mit Sitz in Oldenburg und gründeten die Hansa Pflege & Residenzen GmbH.
Zur Azurit-Gruppe gehören 58 Senioren- und Pflegezentren, betreute Wohnungen sowie ein ambulanter Dienst bundesweit. Weitere Einrichtungen befinden sich in der Bau- bzw. Planungsphase (Stand April 2022).

## Namensphilosophie
Der Name Azurit leitet sich vom gleichnamigen Mineral Azurit ab und wird von den damaligen Gründern wegen der Verformung des Minerals über die Zeit hinweg als natürliches Sinnbild für das Alter betrachtet.

## Azurit-Unternehmensgruppe
Die Unternehmensgruppe setzt sich aus folgenden Unternehmen zusammen:
| Unternehmensbezeichnung            | Tätigkeitsfeld | Standortanzahl |
| ---------------------------------- | --- | -------------- |
| Azurit Senioren- und Pflegezentren | Stationäre Pflege, Kurzzeitpflege, Betreuung von Demenziell erkrankten Menschen, betreutes Wohnen bzw. Servicewohnen                                    |                |
| Hansa Pflege & Residenzen GmbH     | Stationäre Pflege, Kurzzeitpflege, Urlaubspflege, Betreuung von Demenziell erkrankten Menschen, Spezialpflege, betreutes Wohnen bzw. Servicewohnen      |                |
| Azurit Catering Service            | Bewirtung, Reinigungsdienstleistungen |                |
| Azurit Qualitätsmanagement         | Auswertungen, Beschwerdemanagement, Qualitätszirkel, Pflegevisiten, Beratungsangebote, Fort- und Weiterbildungen, Kontinuierlicher Verbesserungsprozess |                |

## Produkte
Die Azurit-Gruppe bietet folgende Pflegemöglichkeiten in ihren Einrichtungen an:
- Stationäre Pflege für Menschen, die ständig auf Betreuung und Hilfe angewiesen sind.
- Kurzzeitpflege (Urlaubs-/Verhinderungspflege) für bis zu vier Wochen.
- Spezielle Betreuung für demenziell erkrankte Menschen.
- In einigen Einrichtungen besteht zusätzlich das Angebot des betreuten Wohnens bzw. Wohnen mit Service.
- Ambulante Pflege von pflegebedürftigen Menschen in ihrer häuslichen Umgebung.